# Kolaż
Kolaż (z fr. collage – „naklejanie”, „oklejanie papierem”) – technika artystyczna polegająca na formowaniu kompozycji z różnych materiałów i tworzyw (gazet, tkanin, fotografii, drobnych przedmiotów codziennego użytku itp.). Są one naklejane na płótno lub papier i łączone z tradycyjnymi technikami plastycznymi (np. farbą olejną, farbą akrylową, gwaszem).

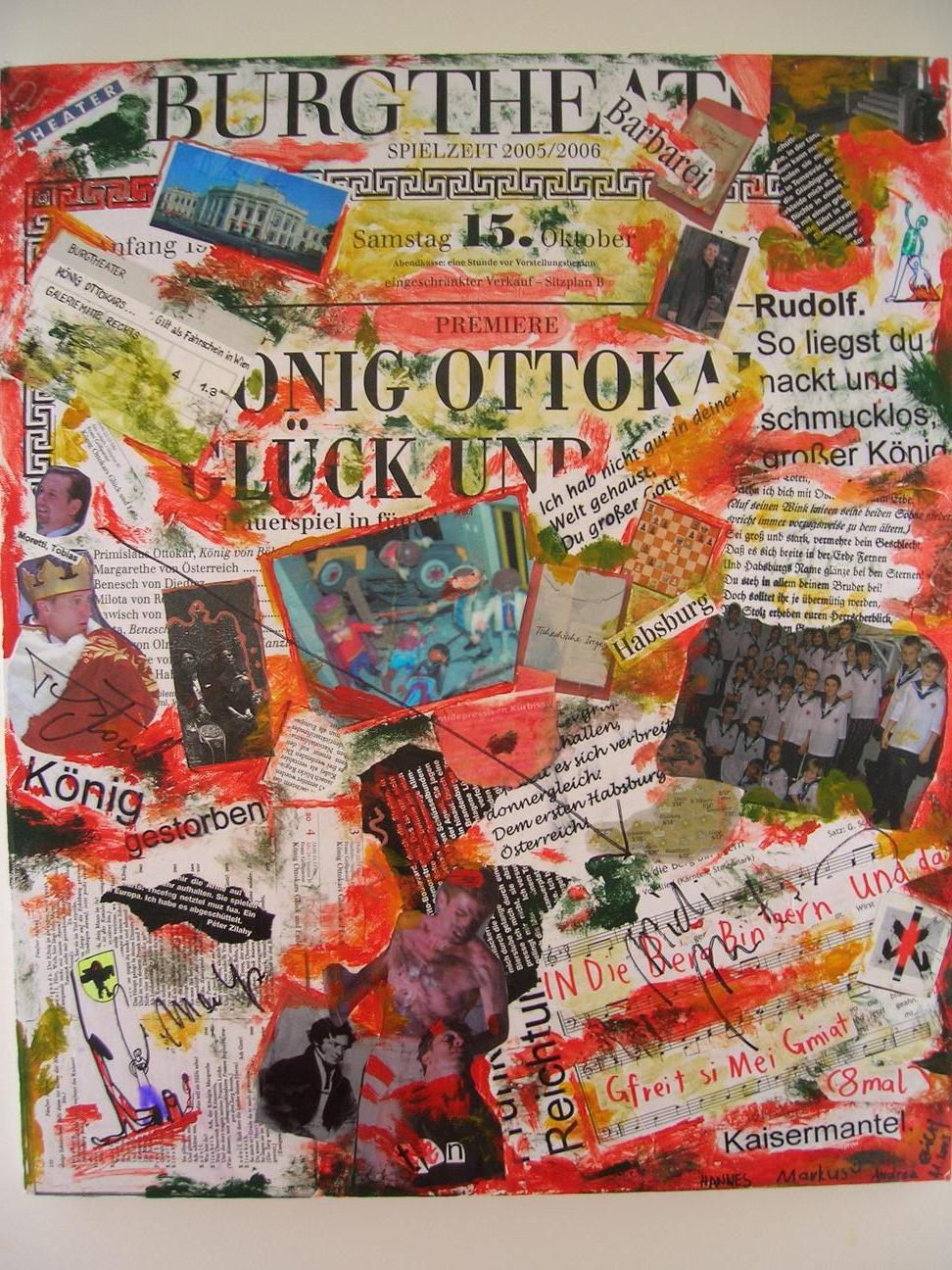
W tym kolażu wykorzystano fotografie i gazety

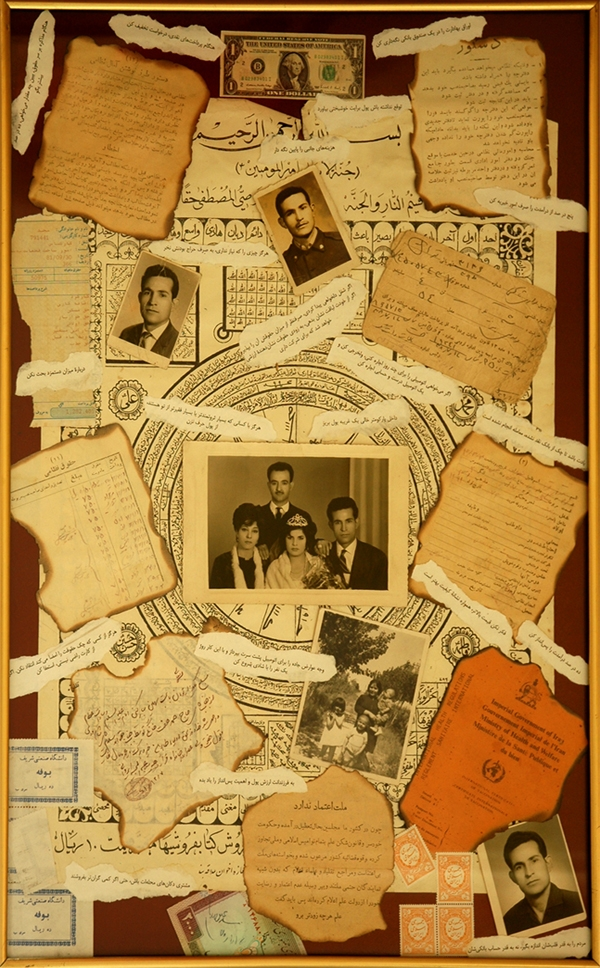
Kolaż – Majid Farahani

Za pierwsze przykłady kolaży można uznać prace XIII-wiecznych kaligrafów japońskich, którzy przygotowywali podkłady do swoich prac naklejając kawałki papieru i tkanin. Technikę kolażu we współczesnym znaczeniu jako pierwsi zastosowali przedstawiciele kubizmu – Georges Braque i Pablo Picasso; w późniejszym czasie wykorzystywana była także przez futurystów, surrealistów, dadaistów i konstruktywistów.
Kolaż dźwiękowy to analogiczne zastosowanie zestawu nagrań muzycznych lub „z natury”, samplingu, czy innej kompozycji lub wykonań typu live o charakterze dźwiękowym lub głosowym.